# Tlatet Eddouar
Tlatet Eddouar (în arabă ثالثة الدوار) este o comună din provincia Médéa, Algeria.
Populația comunei este de 7.632 de locuitori (2008).